# Bistum Basankusu
Das Bistum Basankusu (lateinisch Dioecesis Basankusuensis) ist eine in der Demokratischen Republik Kongo gelegene römisch-katholische Diözese mit Sitz in Basankusu.

## Geschichte
Das Bistum Basankusu wurde am 28. Juli 1926 durch Papst Pius XI. mit der Apostolischen Konstitution Cum etiam aus Gebietsabtretungen des Apostolischen Vikariates Nouvelle-Anvers als Apostolische Präfektur Basankusu errichtet. Die Apostolische Präfektur Basankusu wurde am 8. Januar 1948 durch Papst Pius XII. mit der Apostolischen Konstitution Ad potioris zum Apostolischen Vikariat erhoben. Das Apostolische Vikariat Basankusu gab am 14. Juni 1951 Teile seines Territoriums zur Gründung der Apostolischen Präfektur Isangi ab.
Am 10. November 1959 wurde das Apostolische Vikariat Basankusu durch Papst Johannes XXIII. mit der Apostolischen Konstitution Cum parvulum zum Bistum erhoben und dem Erzbistum Mbandaka-Bikoro als Suffraganbistum unterstellt.

## Ordinarien

### Apostolische Präfekten von Basankusu
- Gérard Wantenaar MHM, 1927–1948

### Apostolische Vikare von Basankusu
- Gérard Wantenaar MHM, 1948–1951
- Willem van Kester MHM, 1952–1959

### Bischöfe von Basankusu
- Willem van Kester MHM, 1959–1974
- Ignace Matondo CICM, 1974–1998, dann Bischof von Molegbe
- Joseph Mokobe Ndjoku, 2001–2023
- Libère Pwongo Bope, seit 2023